# Forcipomyia brevicubitus
Forcipomyia brevicubitus är en tvåvingeart som beskrevs av Maurice Emile Marie Goetghebuer 1920. Forcipomyia brevicubitus ingår i släktet Forcipomyia och familjen svidknott.
Artens utbredningsområde är Belgien. Inga underarter finns listade i Catalogue of Life.